# Lopheros rubens
Lopheros rubens  es una especie de escarabajo descrito por primera vez por Leonard Gyllenhaal en 1817. Lopheros rubens forma parte del género Lopheros, y pertenece a la familia de los escarabajos de alas rojas.

## Distribución
La especie se encuentra principalmente en los Pirineos Orientales dentro de territorio francés. No se trata de una especie común, pero se ha descrito en tres zonas: el sur del departamento de Aude, el este de Altos Pirineosy, más al oeste de esta cordillera, de la zona bearnesa de Laruns/Gabas en los Pirineos Atlánticos.
Según la Lista Roja la especie es vulnerable en varios países, incluyendo la Península ibérica, Finlandia y muy amenazada en Suecia. La especie se encuentra en Svealand. La especie se encontraba anteriormente en Götaland, Lower Norrland y Upper Norrland, pero ahora está extinta localmente. El hábitat de la especie son los bosques de almizcle.

## Descripción
El pronoto del escarabajo L. rubens es dividido en 4 aréolas por el cruce perpendicular de dos carenas. La carena transversal es bien definida y ondulada, mientras que la longitudinal es recta y bien marcada en su mitad anterior. Los élitros están recubiertos de pubescencia roja. El tercer antenómero es algo más largo y bastante más ancho en comparación con el segundo.

## Ciclo de vida
Lopheros rubens pertenece al grupo de escarabajos con transformación completa (insectos holometábolos), que sufren una metamorfosis durante el desarrollo. Las larvas son radicalmente diferentes a los adultos en cuanto a estilo de vida y estructura corporal. Entre la etapa larvaria y la etapa adulta hay una etapa de pupa, un período de descanso, durante el cual los órganos internos y externos del escarabajo se desarrollan.